# Adelinda
Adelinda  è un nome proprio di persona italiano femminile.

## Varianti
- Femminili: Adalinda, Adelonda[1]
  - Ipocoristici: Delinda, Dalinda, Linda
- Maschili: Adelindo, Adalindo
  - Ipocoristici: Delindo, Dalindo

### Varianti in altre lingue
- Germanico: Adelindis
- Inglese: Ethelinda[2], Ethelind
- Inglese antico: Æðelind[2]
- Spagnolo: Adelinda[3]
- Tedesco: Adelinde

## Origine e diffusione
Nome di origine germanica, è composto da un primo elemento che è athala (o athal, adal), "nobiltà" e da linta (o linda, lindis), di identificazione più incerta. Alcune fonti lo interpretano come di "tiglio", "scudo di legno di tiglio" o solo "scudo" (dando quindi al nome il significato di "nobile scudo" o "scudo della nobiltà"), altre con "morbido", "tenero", altre infine con "serpente".
La forma inglese Ethelinda, derivata da Æðelind, un nome inglese antico imparentato con Adelindis, divenne molto raro dopo la conquista normanna, e venne temporaneamente ripreso nel XIX secolo. In Italia, è distribuito nel Nord e nel Centro; la forma tronca Dalinda è diffusa soprattutto nell'Abruzzo.

## Onomastico
L'onomastico cade il 28 agosto in ricordo della beata Adelinda di Buchau, vedova, fondatrice e badessa

## Persone

### Varianti
- Adelinde, badessa svizzera
- Adelinde Cornelissen, cavallerizza olandese
- Ethelind Terry, attrice e cantante statunitense

## Il nome nelle arti
- Delinda Deline è un personaggio della serie televisiva Las Vegas.

## Toponimi
- 229 Adelinda è un asteroide della fascia principale, il cui nome è un omaggio alla moglie dell'astronomo Edmund Weiss.